# Malfunk
I Malfunk sono stati un gruppo musicale indie rock italiano nato a Livorno nei primi anni novanta dall'iniziativa del chitarrista Federico Forconi.

## Storia
Forconi fondò il gruppo al ritorno da un'esperienza di vita e musica negli Stati Uniti. Nacquero come trio, con Ugo Nativi alla batteria e Vincenzo Alterini al basso, sostituito successivamente da Gianluca Venier. Dopo il primo album autoprodotto si aggiunse il cantante Marco Cocci, già membro dei concittadini Sativa. Nel 1999 Venier uscì dal gruppo per entrare nei Litfiba, fu sostituito successivamente da Enrico Amendolia.
Hanno partecipato al Concerto del Primo Maggio del 2009 ed agli Heineken Jammin' Festival del 2002 e del 2007. Dopo lo scioglimento nel 2009, il cantante Marco Cocci ha intrapreso la carriera di attore e conduttore televisivo.
Nella loro carriera hanno pubblicato sei album, l'ultimo dei quali, Randagi con un cuore enorme del 2008, realizzato in favore dell'Ospedale pediatrico Meyer di Firenze, ha visto la partecipazione di importanti ospiti Piero Pelù, Andrea Chimenti, Federico Fiumani, Syria, Francesco Sarcina, L'Aura, Marina Moulopoulos.

## Formazione
- Marco Cocci - voce (1994-2009)
- Federico Forconi - chitarra (1993-2009)
- Enrico Amendolia - basso (2000-2009)
- Ugo Nativi - batteria (1993-2009)

### Ex componenti
- Gianluca Venier - basso (1994-1999)
- Vincenzo Alterini - basso (1993-1994)
- Donato Iozzelli - chitarra (1993)

## Discografia

### Album in studio
- 1994 - Sound of the Soul (Prof. Trotter)
- 1996 - Tempi supplementari (Prof. Trotter, riedito nel 2004 per Volume 6)
- 2000 - Malfunk (Baracca & Burattini)
- 2003 - Dentro (Volume 6)
- 2007 - Randagi (About-Rock Records)
- 2008 - Randagi con un cuore enorme (Ultracuto Dischi)

### EP
- 1999 - La Hermosa (Cockney music)